# Biểu đồ mở-cao-thấp-đóng

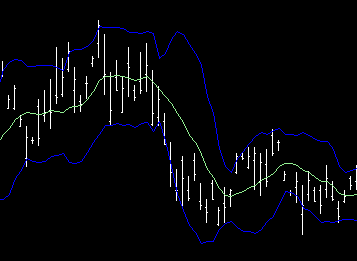
Biểu đồ OHLC, với trung bình trượt và dải Bollinger được thêm vào.

Biểu đồ mở-cao-thấp-đóng (hay biểu đồ OHLC, biểu đồ BarOHLC hoặc đơn giản gọi là biểu đồ thanh) là một loại biểu đồ thường được sử dụng để minh họa các dịch chuyển về giá cả của một công cụ tài chính theo thời gian. Mỗi thanh thẳng đứng trên biểu đồ chỉ ra khoảng giá (các mức giá cao nhất và thấp nhất) trong một đơn vị thời gian, chẳng hạn một phút, một giờ hay một ngày giao dịch. Các đường kiểm vẽ ở hai bên của thanh chỉ ra giá mở cửa của khoảng thời gian đó (chẳng hạn trên biểu đồ ngày thì đó là giá mở cửa của ngày giao dịch đó, còn trên biểu đồ giờ thì đó là giá giao dịch tại khởi đầu giờ đó) ở bên trái, và giá đóng cửa của khoảng thời gian đó ở bên phải. Các thanh có thể được biểu diễn với màu nền khác nhau, phụ thuộc vào việc giá tăng hay giảm trong khoảng thời gian đó.
Biểu đồ nến Nhật Bản là một cách khác để biểu diễn các dữ liệu giá cả thị trường, với khoảng giá từ giá mở cửa tới giá đóng cửa được vẽ ra như là một hình chữ nhật trong phạm vi khoảng giá giao dịch cho đơn vị thời gian đó. Cả hai biểu đồ cho cùng một tài sản cơ sở tại một sàn giao dịch thể hiện chính xác cùng một bộ dữ liệu là giá mở cửa, giá cao nhất, giá thấp nhất và giá đóng cửa của tài sản cơ sở trong cùng một khoảng thời gian đó. Tuy nhiên, biểu đồ nến đôi khi được cho là dễ nhìn hơn so với biểu đồ OHLC.
Một biến thể đơn giản hơn của biểu đồ OHLC là biểu đồ HLC (biểu đồ cao-thấp-đóng) chỉ xác định khoảng giá giao dịch trong một đơn vị thời gian (cao - thấp) và kết quả cuối cùng (giá giao dịch lần cuối cùng trong đơn vị thời gian đó).